# Timothy Boldt

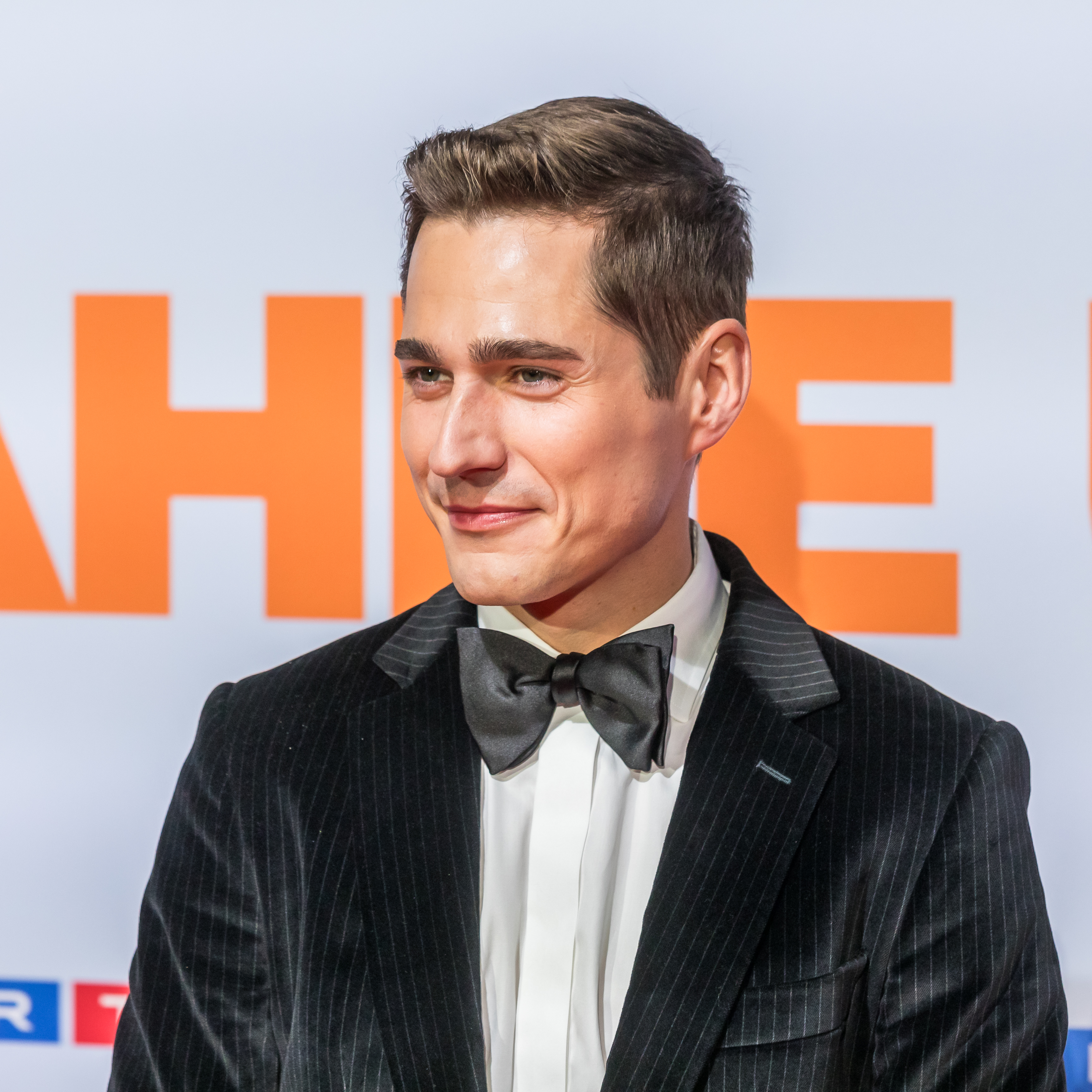
Timothy Boldt, 2024

Timothy Boldt (* 10. Dezember 1990 in Hamburg) ist ein deutscher Schauspieler.

## Leben und Karriere
Timothy Boldt stand im Alter von zehn Jahren erstmals vor der Kamera und übernahm zunächst Gastrollen in den Fernsehserien Die Rettungsflieger und Alphateam – Die Lebensretter im OP. 2005 debütierte er in dem plattdeutschen Kurzfilm Fahrradfoahren auf der Kinoleinwand, 2010 folgte die zweite Produktion dieser Art. Bäumchensetzen erzählt die letzten Schultage einiger Gymnasiasten aus dem Sauerland und thematisiert dabei u. a. ein traditionelles Ritual, nach dem jeder Abiturient vor seiner Schulabschlussfeier einen Baumsetzling anpflanzt. Der Kurzfilm wurde am Rivius-Gymnasium in Attendorn gedreht, wo er am 1. Juni 2011 auch öffentlich vorgeführt wurde.
Seine erste Hauptrolle übernahm Boldt 2010 als Florian Castellhoff, dem Bruder des von Simon Böer gespielten Protagonisten, in der ZDF-Telenovela Hanna – Folge deinem Herzen. Nachdem er im Frühjahr 2010 das Abitur abgelegt hatte, absolvierte Boldt einen Schauspiel-Workshop bei Mira Amari und studierte ab Oktober 2010 BWL in Hamburg. 2011 drehte für die ARD-Krankenhausserie In aller Freundschaft (ARD) und die RTL-Krimiserie Countdown – Die Jagd beginnt; die jeweiligen Folgen wurden im Februar und März 2012 ausgestrahlt.
Am 22. Mai 2012 nahm Boldt die Dreharbeiten zur RTL-Soap Unter uns auf, wo er seit dem 24. August desselben Jahres in einer der Hauptrollen des Co-Geschäftsführers und Miteigentümers von „Huber Bau“ Richard „Ringo“ Huber zu sehen ist. Seit 2013 übernimmt er zudem regelmäßig Gastrollen in den verschiedenen SOKO-Sendeformaten des ZDF. 2017 war er als Linus in drei Folgen der ARD-Lindenstraße zu sehen. 2019 spielte er in der Actionserie Alarm für Cobra 11 – Die Autobahnpolizei. Im September 2023 wirkte Boldt als einer von 16 Teilnehmern bei der RTL-Reality-Krimishow Die Verräter – Vertraue Niemandem! mit.
Timothy Boldt spricht neben seiner Muttersprache fließend Englisch, zudem Französisch und Spanisch. Im Mai 2022 gab er seine Liaison mit seiner Schauspielkollegin Sharon Berlinghoff (* 1995), die er bei den Dreharbeiten von Unter uns kennenlernte, öffentlich bekannt.

## Filmografie (Auswahl)
- 2010: Hanna – Folge deinem Herzen (Fernsehserie, 52 Folgen)
- 2012: In aller Freundschaft (Fernsehserie, Folge Die Stunde der Wahrheit)
- 2012: Countdown – Die Jagd beginnt (Fernsehserie, Folge Romeo und Julia)
- seit 2012: Unter uns (Fernsehserie)
- 2013: SOKO Stuttgart (Fernsehserie, Folge Undercover)
- 2014: Küstenwache (Fernsehserie, Folge Ein schmutziges Spiel)
- 2014: SOKO Köln (Fernsehserie, Folge Schweigen)
- 2017: Lindenstraße (Fernsehserie, 3 Folgen)
- 2019: SOKO Wismar (Fernsehserie, Folge Fango in Finkenhusen)
- 2019: Alarm für Cobra 11 – Die Autobahnpolizei (Fernsehserie, Folge Vermächtnis)
- 2021: Bettys Diagnose (Fernsehserie, Folge Planlos)
- 2023: Die Verräter – Vertraue Niemandem! (Reality-Spielshow, 6 Folgen)
- 2023: Love Fool (Reality-Datingshow, Moderator)